# Stadtkreis Jantarny
Der Stadtkreis Jantarny (administrativ-territorial: russisch Посёлок городского типа областного значения Янтарный (Siedlung städtischen Typs von Oblastbedeutung Jantarny), „munizipal“: russisch Янтарный городской округ (Stadtkreis Jantarny)) ist eine Verwaltungseinheit in der russischen Oblast Kaliningrad. Sein Verwaltungssitz ist die städtische Siedlung Jantarny.

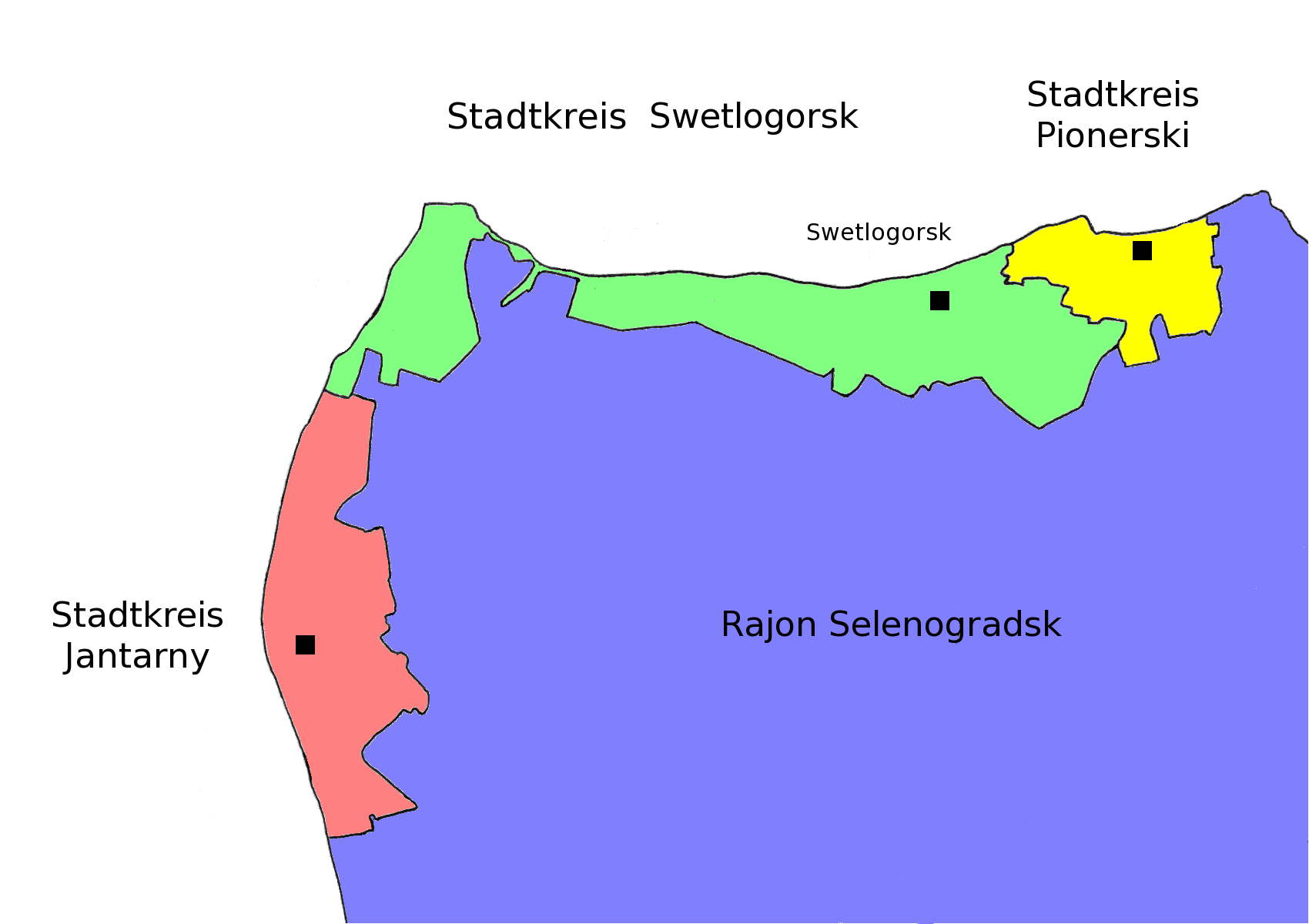
Die administrativ-territoriale Verwaltungsgliederung im nordwestlichen Samland

Der Stadtkreis liegt an der westlichen Ostseeküste des Samlandes an der Danziger Bucht. Im Binnenland grenzt er im äußersten Norden an den Stadtkreis Swetlogorsk und ansonsten an den Rajon Selenogradsk.

## Orte
Zum Stadtkreis Jantarny gehören:
- die städtische Siedlung Jantarny (Palmnicken)
- die Siedlung Pokrowskoje (Sorgenau)
- die Siedlung Sinjawino (Groß Hubnicken).

## Geschichte
Im Jahr 1998 wurde innerhalb des (administrativ-territorialen) Stadtkreises Swetlogorsk die kommunale Selbstverwaltungseinheit Siedlung Jantarny gebildet (ru. Посёлок Янтарный, Possjolok Jantarny). Diese wurde im Jahr 2004 mit dem Status eines Stadtkreises versehen (russisch Янтарный городской округ, Jantarny gorodskoi okrug). Im Jahr 2010 wurde der Stadtkreis auch administrativ-territorial etabliert.

### Einwohnerentwicklung
| Jahr | Einwohner |
| ---- | --------- |
| 2010 | 6.410     |
| 2021 | 7.294     |

### Funktionsträger

#### Vorsitzende
- 2004–2010: Alexandr Leonidowitsch Blinow (Александр Леонидович Блинов)
- 2011–2013: Wladimir Fjodorowitsch Serdjukow (Владимир Фёдорович Сердюков)
- 2013–2014: Ljudmila Sergejewna Kototschigowa (Людмила Сергеевна Коточигова)
- 2014–2019: Sergei Wladimirowitsch Sawenko (Сергей Владимирович Савенко)
- seit 2019: Natalja Anatoljewna Antoschina (Наталья Анатольевна Антошина)

#### Verwaltungschefs
sofern nicht gleichzeitig Vorsitzende
- 2013–2014: Dmitri Arkadjewitsch Kulikow (Дмитрий Аркадьевич Куликов) (i. V.)
- 2014–2015: Alexei Sergejewitsch Scheschukow (Алексей Сергеевич Шешуков) (i. V.)
- 2015–2020: Alexei Sergejewitsch Saliwatski (Алексей Сергеевич Заливатский)
- 2020–2021: Marija Nikolajewna Kuklewa (Мария Николаевна Куклева) (i. V.)
- seit 2021: Artur Leonidowitsch Krupin (Артур Леонидович Крупин)